# Svein Kvia
Svein Kvia (Stavanger, 27 settembre 1947 – 2 febbraio 2005) è stato un allenatore di calcio e calciatore norvegese, di ruolo centrocampista.

## Biografia
Morì il 2 febbraio 2005 per un tumore cerebrale.

## Carriera

### Giocatore

#### Club
Kvia fu un calciatore del Viking dal 1965 al 1980, giocando 551 incontri con questa maglia. Questo è tuttora un record per il club. Vinse 5 campionati, oltre ad un'edizione della coppa nazionale nel 1979, che permise al Viking di raggiungere il double.

#### Nazionale
Kvia giocò 15 partite per la Norvegia under 21, con una rete all'attivo. Debuttò il 17 settembre 1966, schierato nella sconfitta per 3-2 contro la Svezia under 21. Vestì poi la casacca della Nazionale maggiore in 38 circostanze, con 2 reti. Esordì il 3 luglio 1969, nella vittoria per 3-0 sulle Bermuda. Il 25 luglio 1973 segnò la prima rete, nella vittoria per 3-0 sulla Corea del Sud.

### Allenatore
Diventò allenatore del Viking in tre distinti periodi. Per la prima volta ricoprì questo ruolo nel 1977, poi nel 1984 e infine dal 1986 al 1987.

## Palmarès

### Giocatore

#### Club

##### Competizioni nazionali
- Campionato norvegese: 5

Viking: 1972, 1973, 1974, 1975, 1979
- Coppa di Norvegia: 1

Viking: 1979